# Środki komunikacji elektronicznej
Środki komunikacji elektronicznej – rozwiązania techniczne, w tym urządzenia teleinformatyczne i współpracujące z nimi narzędzia programowe, umożliwiające indywidualne porozumiewanie się na odległość przy wykorzystaniu transmisji danych między systemami teleinformatycznymi, a w szczególności pocztę elektroniczną.